# Willis O'Brien
Willis Harold O'Brien (Oakland, California, 2 de marzo de 1886 - Los Ángeles, California, 8 de noviembre de 1962) fue un pionero en efectos especiales y animación stop motion estadounidense.
Algunos de sus más notables trabajos son El mundo perdido, King Kong y El gran gorila (película que obtuvo un Óscar a los mejores efectos visuales).

## Filmografía
- The Dinosaur and the Missing Link (1915)
- The Birth of a Flivver (1916)
- Morpheus Mike (1916)
- Curious Pets of Our Ancestors (1917)
- In the Villain's Power (1917)
- Mickey and his Goat (1917)
- Mickey's Naughty Nightmares (1917)
- Nippy's Nightmare (1917)
- Prehistoric Poultry (1917)
- The Puzzling Billboard (1917)
- R.F.D. 10,000 B.C. (1917)
- The Ghost of Slumber Mountain (1918)
- El mundo perdido (1925)
- King Kong (1933)
- El hijo de Kong (1933)
- The Last Days of Pompeii (1935)
- Dancing Pirate (1936) (pintura mate)
- Tulips Shall Grow (1942)
- Going My Way (1944) (pinturas mate)
- Las campanas de Santa María (1945) (pinturas mate)
- The Miracle of the Bells (1948) (pinturas mate)
- El gran gorila (1949) – Óscar a los mejores efectos visuales con Ray Harryhausen
- This Is Cinerama (1952) (pinturas)
- The Animal World (1956) (con Ray Harryhausen)
- El monstruo de la montaña hueca (1956) (guion)
- The Black Scorpion (1957)
- Behemoth, the Sea Monster (1959)
- El mundo perdido (1960) – Consultor técnico
- It's a Mad, Mad, Mad, Mad World (1963; parte)